# Mk 10 Limbo

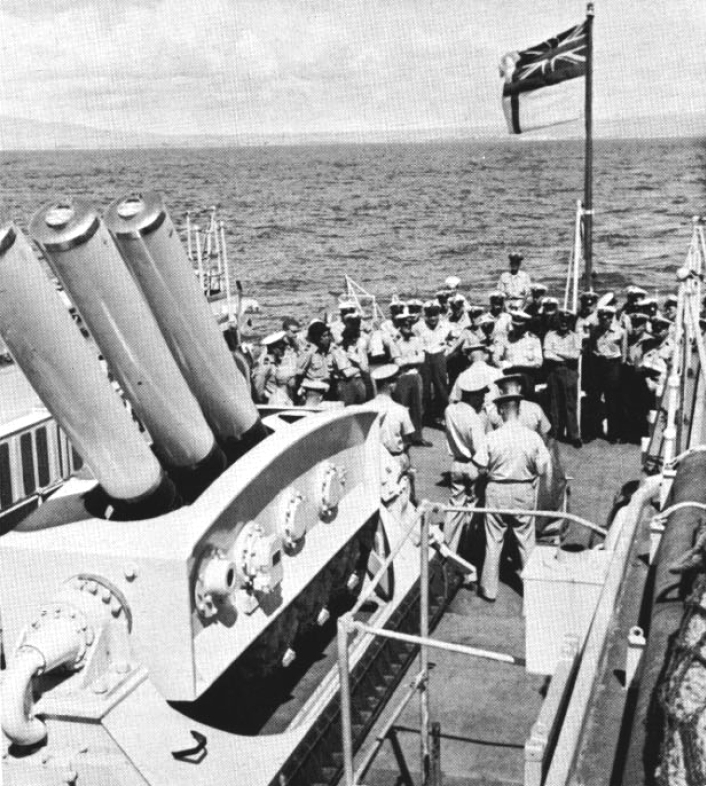
Vrhač Limbo na novozélandské fregatě HMNZS Taranaki (F148)

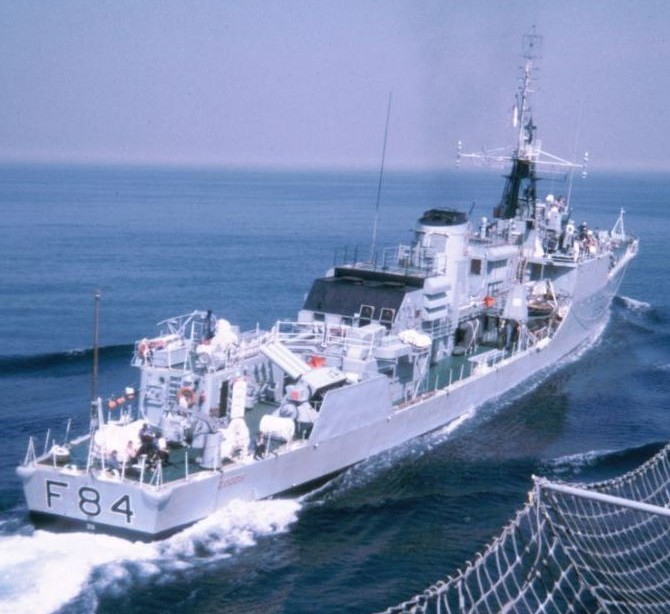
Britská fregata HMS Exmouth, tři hlavně vrhače Limbo jsou patrné na zádi

Limbo či jinak Anti-Submarine Mk 10 Mortar byla britská protiponorková zbraň vyvinutá organizací Admiralty Underwater Weapons Establishment v 50. letech 20. století jako náhrada staršího typu Squid. Jednalo se o tříhlavňový salvový vrhač protiponorkových náloží, propojený se sonarem typu 170. Projektily měly ráži 305 mm (12 palců). Oproti staršímu systému Squid se Limbo nabíjelo automaticky, odpal přitom probíhal ručně operátorem sonaru. Trojici projektilů systém vystřelil do prostoru, kde ponorku nalezl palubní sonar. Dostřel se přitom počítal ve stovkách metrů. Systém byl zaveden roku 1954 na fregatě HMS Torquay (F 43).